# Porbandar
Porbandar er en kystby i den indiske delstat Gujarat. Byen har omkring 133.000 indbyggere er nok mest kendt for at være fødselsstedet for Mahatma Gandhi og Suduma (ven af Krishna). Det er det administrative centrum for distriktet Porbandar